# Hoplopleura himalayana
Hoplopleura himalayana är en insektsart som beskrevs av Mishra, Kulkarni och Bhat 1973. Hoplopleura himalayana ingår i släktet Hoplopleura och familjen gnagarlöss. Inga underarter finns listade i Catalogue of Life.